# Pagodträdssläktet
Styphnolobium (Styphnolobium) är ett växtsläkte i familjen ärtväxter med nio arter. Arterna i släktet har tidigare räknats till soforasläktet (Sophora). 